# Schloss Klášterec nad Ohří

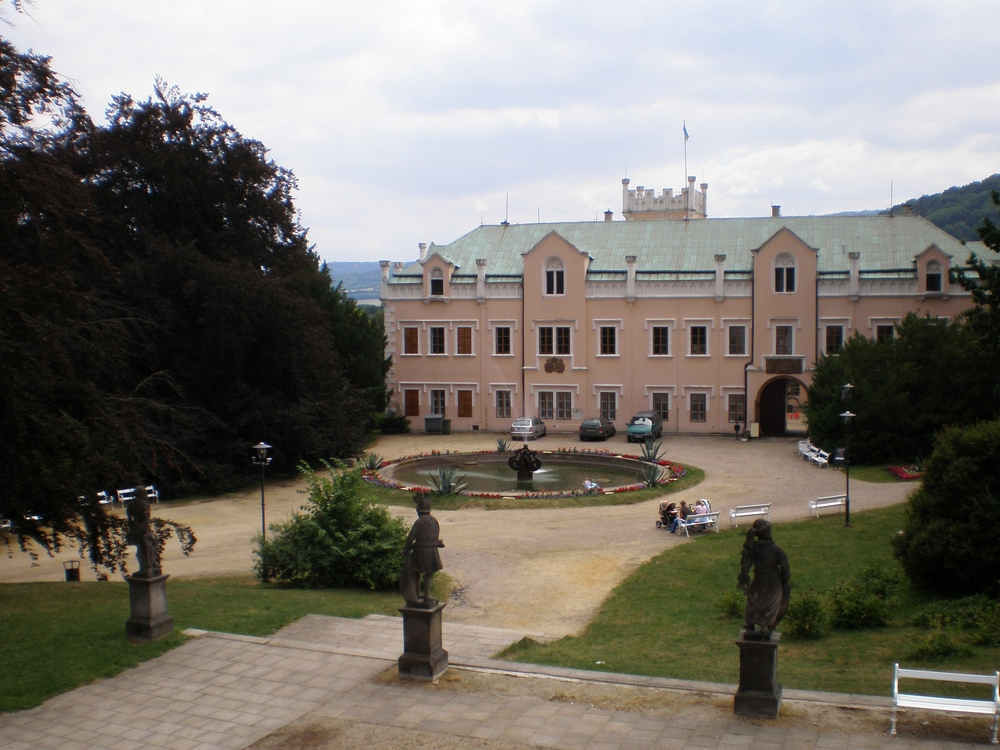
Schloss Klášterec nad Ohří (Stadtseite)

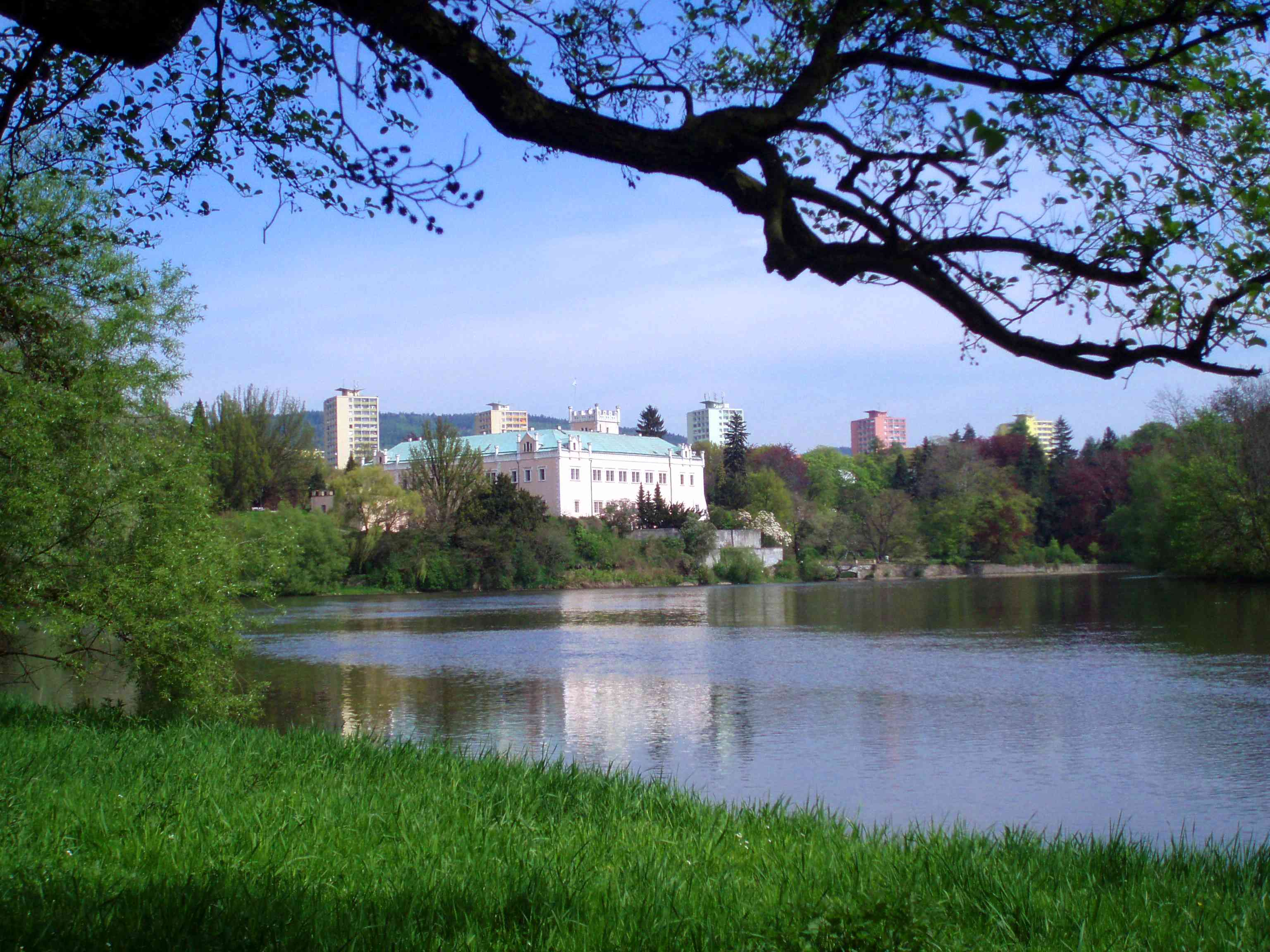
Blick zum Schloss Klášterec

Das Schloss Klášterec nad Ohří (deutsch: Schloss Klösterle an der Eger) befindet sich in der Kleinstadt Klášterec nad Ohří im Okres Chomutov in Tschechien.

## Geschichte
Das Areal des Schlosses liegt auf einer Anhöhe in unmittelbarer Nähe zur Eger. 1515 wurde dort von der zunächst sächsischen Adelsfamilie von Vitzthum ein Herrenhaus errichtet, das ab 1590 zu einem Schloss mit Turm und vier Flügeln erweitert wurde. Im Schlosshof sind heute noch zwei Epitaphen der Familie aufgestellt. Das Schloss Klösterle in Böhmen war seit dem Dreißigjährigen Krieg Sitz des Adelsgeschlechts von Thun und Hohenstein. Die Familie erhielt das Schloss an der Eger im Jahr 1621 nach der Schlacht am Weißen Berg und behielt es bis zum Ende des Zweiten Weltkrieges, zusammen mit Schloss Pětipsy. Der italienische Architekt Carlo Lurago und der Baumeister und Stuckateur Rossi da Lucca bauten die Residenz 1666 zu einem Repräsentationssitz mit einer Loggia aus. Die Räumlichkeiten wurden mit kunstvollem Stuck ausgeschmückt im Stil der späten Renaissance. Verschiedene allegorische Skulpturen stammen von Johann Brokoff. Das Schloss ist umgeben von einem Schlosspark im englischen Stil. Zunächst war der Garten als Barockgarten konzipiert. Heute verfügt er über viele seltene Bäume und Sträucher, darunter auch ein Ginkgo-Baum. Gegenüber dem Schlosseingang befindet sich eine Sala terrena.
Vor der Sala terrena stehen die von Johann Brokoff 1685–1687 geschaffenen allegorischen Skulpturen: Africa / Amerika / Ulysses (Odysseus) / Asia / Europa. 
Die Familie Thun und Hohenstein begründete 1794 die Porzellanmanufaktur im Ort und ließ nach einem Brand im Jahr 1856 und in den darauffolgenden Jahren architektonische Änderungen im Stil der englischen Neugotik vornehmen. Nach Ende des Zweiten Weltkriegs im Mai 1945 und dem Inkrafttreten der Beneš-Dekrete wurde Mathias Graf von Thun-Hohenstein als Eigentümer von Schloss Klösterle im Zuge der Vertreibung der Deutschen aus der Tschechoslowakei enteignet und das Schloss verstaatlicht. Das alte Inventar ging bis auf einige Bilder und Möbel verloren. Das Schloss selbst überstand die Zeit in einem guten Zustand (siehe: Hans-Ulrich Engel: Burgen und Schlösser in Böhmen. Nach alten Vorlagen, Frankfurt am Main, 2. Auflage 1978, ISBN 3 8035 8013 7, Text Seite 123, Abbildung Seite 244). Seit 1993 gehört das Schloss der Stadt Klášterec nad Ohří, die eine Renovierung vornahm. Es enthält heute eine prachtvolle Porzellansammlung nebst Darstellung der Geschichte der Porzellanherstellung, die in den Schlossräumlichkeiten präsentiert wird. Das Porzellanmuseum Klášterec nad Ohří ist an das Kunstgewerbemuseum in Prag angegliedert.

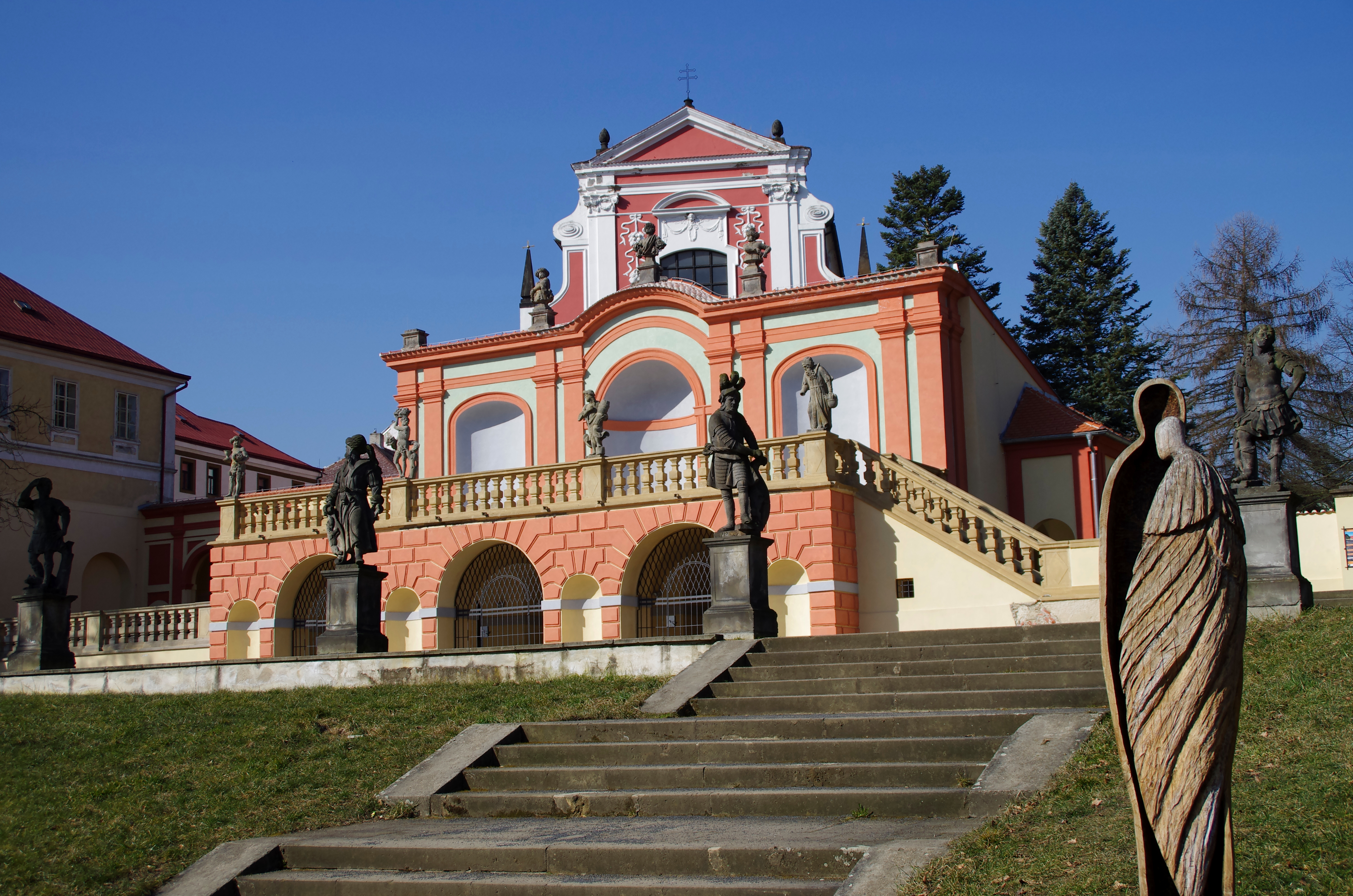
Sala terrena
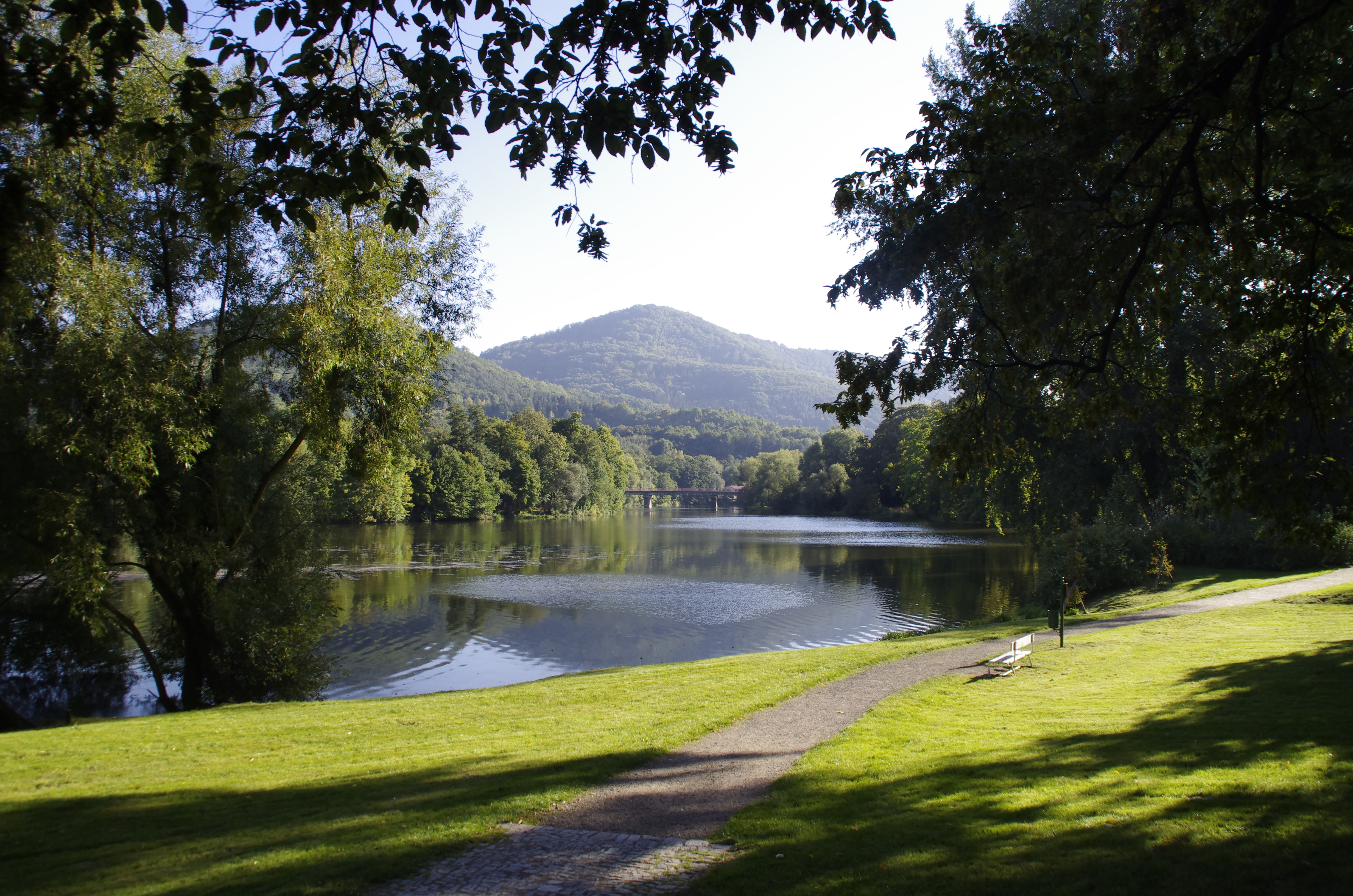
Schlosspark an der Eger
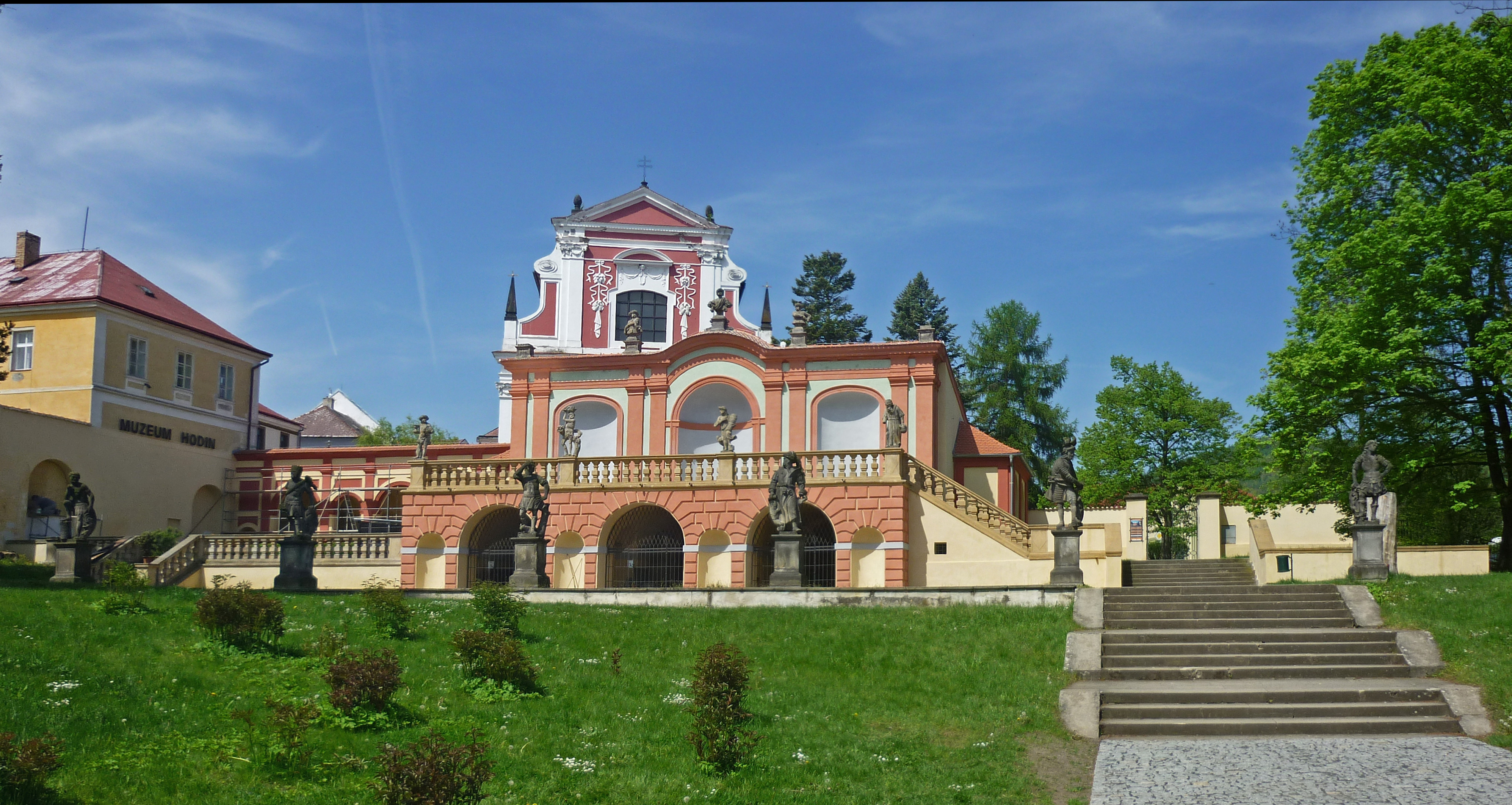
Sala terrena mit Brokoff-Statuen
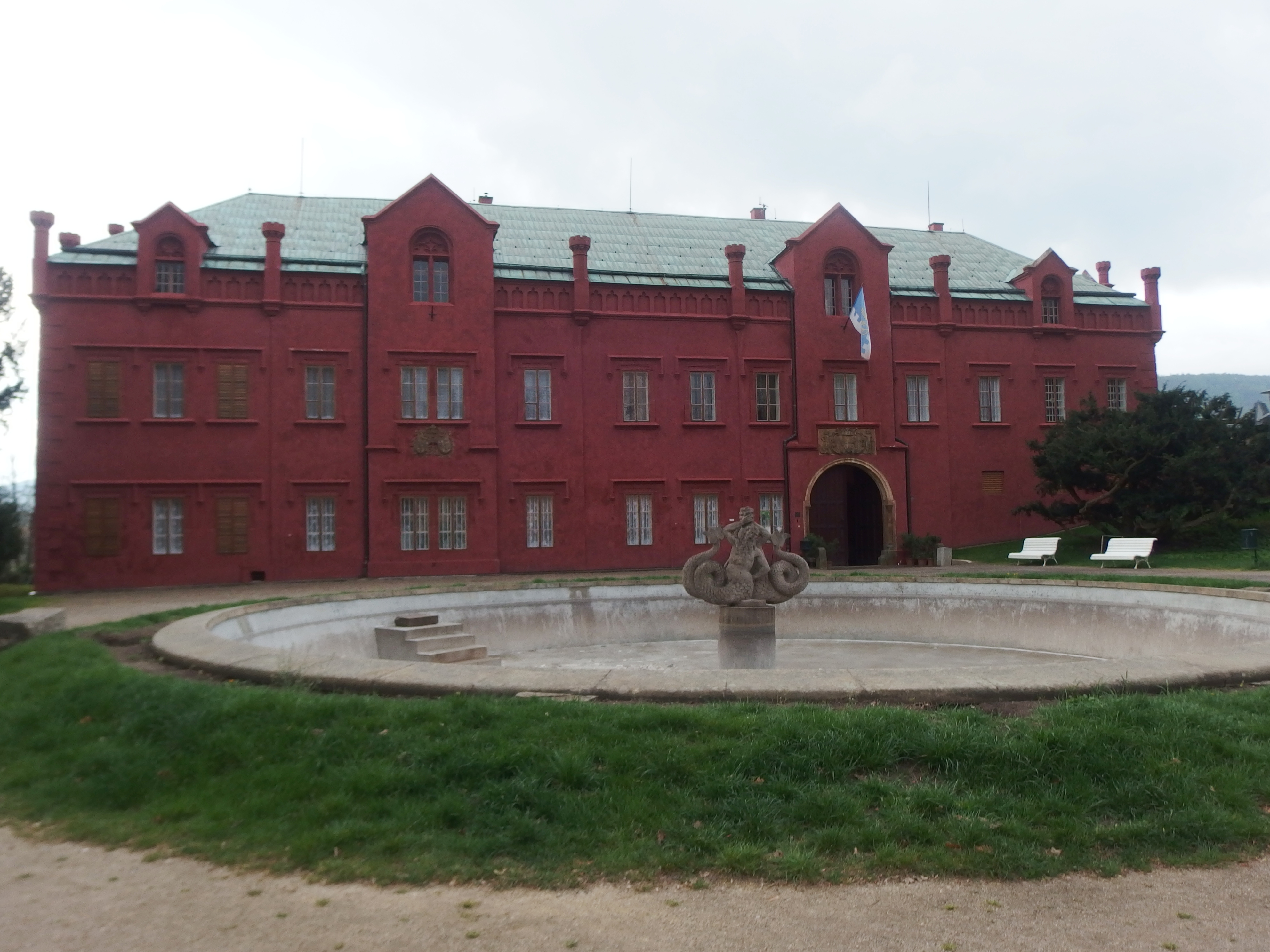
Schloss Klösterle im kräftigen Farbton
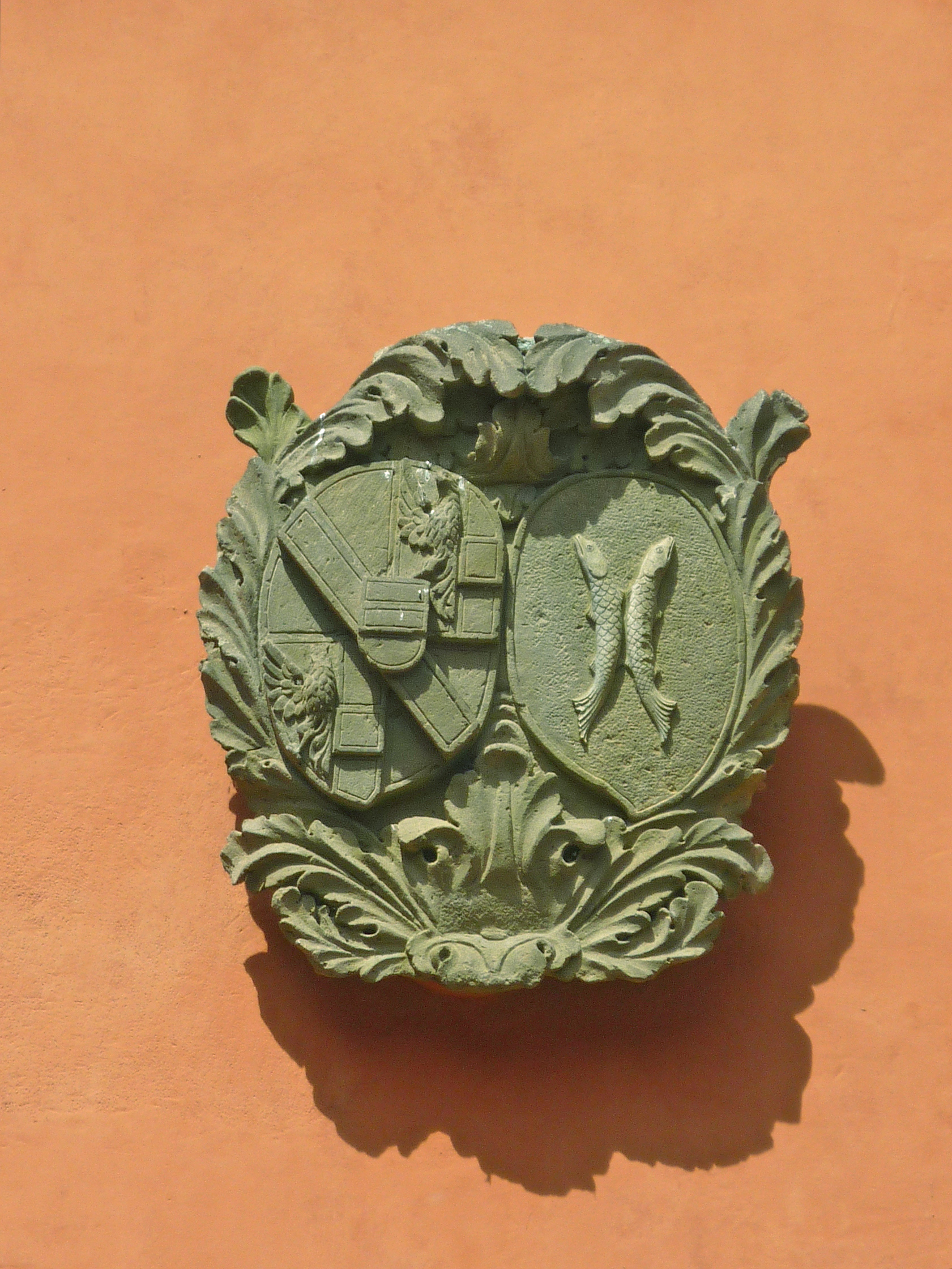
Allianzwappen Thun-Hohenstein/Salm am Schloss
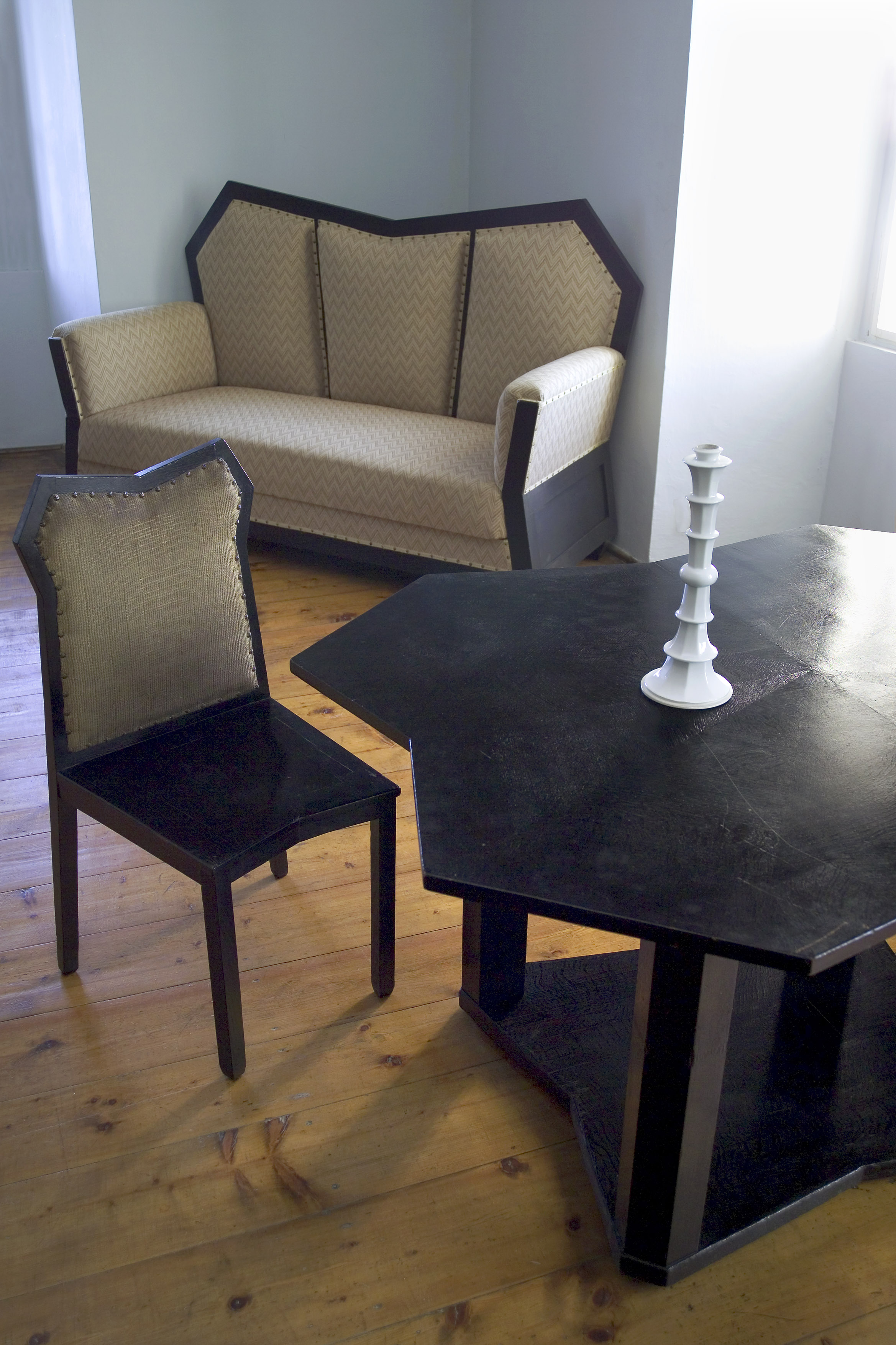
Interieur im Schloss